# Palacio de Qasr al-'Ashiq
Qasr al-'Ashiq ( árabe: قصر العاشق) es un palacio histórico que se remonta al califato abasí. Está situado a 16 km al oeste de la moderna ciudad de Samarra, en la orilla occidental del Tigris (Irak).

## Historia

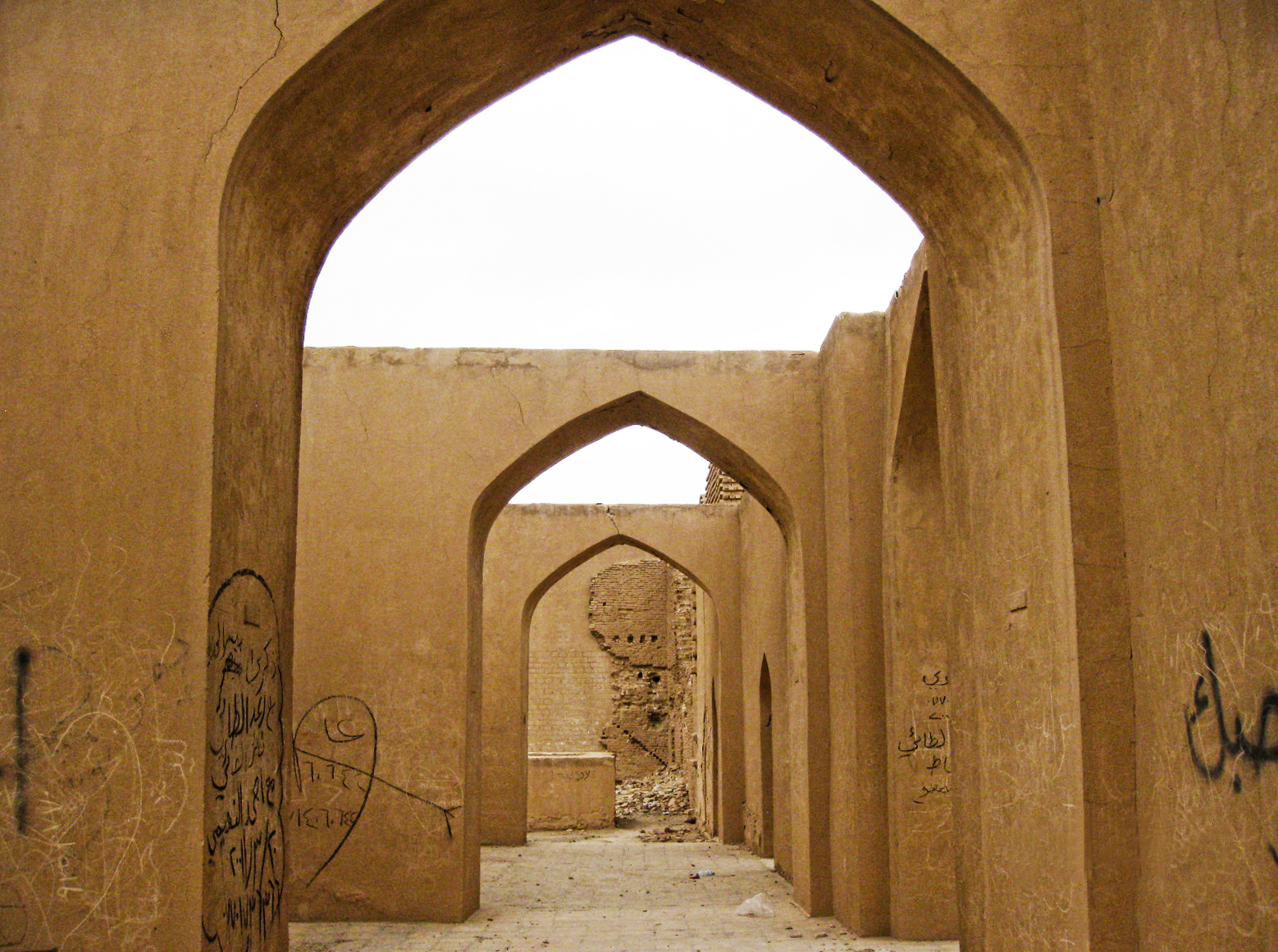
Vista del corredor

El palacio se encargó bajo el mandato del decimoquinto califa abasí, Al-Mu'tamid, y su construcción tuvo lugar entre los años 877 y 882. Los relatos difieren en cuanto a la persona a la que se encargó la construcción de este palacio. Yaqut al-Hamawi menciona el nombre de Ali ibn Yahi al-Munajam y Moez al-Dawla, quienes iniciaron la construcción. El emir Amad al-Dawla escribió un poema sobre este palacio. Durante la época medieval, se le llamaba «al-Ma'shuq (árabe: المعشوق)», que significa «amado». El palacio se excavó en la década de 1960 y se restauró en la de 1980.

## Arquitectura
Qasr al-Ashiq es un destacado ejemplo de palacio de estilo arquitectónico abbasí. El edificio tiene forma rectangular y consta de dos plantas, una de las cuales se ha utilizado como catacumbas y bóvedas. Está rodeado de grandes patios, a su vez rodeados de murallas. Fuera de las murallas existe un largo foso, en el que fluye el agua del canal subterráneo que parte de las tierras altas del oeste. La superficie del foso es más alta que la del río cercano.